# Spodnja Lipnica
Spodnja Lipnica – wieś w Słowenii, w gminie Radovljica. W 2018 roku liczyła 191 mieszkańców.